# Den Stora Toddydagen
Den Stora Toddydagen (Dies Toddyum Magna, Dies, DTM) är en av Medicinska Föreningens vid Lunds universitet stora högtider, som sammanfaller med premiären på Toddyspexet. Festen finns inskriven i Medicinska föreningens statuter från 1894 vid sidan av Den Lilla Toddydagen (Dies Toddyum Parva, Dies Toddyum Magna in Memorial). 
Historien om denna fests ursprung daterar sig tillbaka till 1830-talet. En till Lund inrest odalman skulle besöka sin son som studerade medicin. Fadern frågade sin son vad klockan var, men det visade sig då att sonen pantsatt sitt fickur. Bonden donerade då på stående fot ett solitt golvur (Toddyklockan) på det att pantsättning i det närmaste skulle omöjliggöras. Dessutom kunde man antaga att sonen skulle tillbringa en viss tid i lärosalen, om han ville veta hur mycket klockan var. Uret deponerades på dåvarande anatomicum, men finns numera i Medicinska föreningens lokaler, Locus Medicus Lundensis, Tunavägen 5, Lund. Av tacksamhet och till minne av denna goda gärning hedrade studenten och hans vänner bonden med en skål i toddy, den vanligast förekommande spritdrycken på den tiden. 
Den del av Dies som drabbar lokalbefolkningen mest är försäljningen av Toddybladet, en parodisk tidskrift som entusiastiskt säljs av Toddygumborna under dagen, under mer eller mindre ordnade former. Tidigare skedde försäljning även i Malmö. 
Kringaktiviteter på Toddydagen är  Toppspelet, Toddymilen, Guldregnet och Rävens lopp i Lundagård.